# Côtes de Provence

Überblick über die Weinbaugebiete der Provence

Das Weinbaugebiet Côtes de Provence liegt im Osten der Weinbauregion Provence und bildet mit rund vier Fünfteln davon den weitaus größten Bereich. Im Westen schließen die Appellationen Coteaux d’Aix-en-Provence und Coteaux Varois en Provence an. Die Weinberge umfassen ca. 20.000 Hektar Rebfläche in den Départements Alpes-Maritimes, Bouches-du-Rhône und Var und verfügen seit dem 24. Oktober 1977 über den Status einer Appellation d’Origine Contrôlée (kurz AOC). Durch drei unterschiedliche Bodentypen und eine große Zahl von zugelassenen Rebsorten ergeben sich auch verschiedenste Weinstile.
Über 80 % der gesamten Produktion, die sich jährlich auf rund 900.000 Hektoliter beläuft, sind Roséweine. Damit ist die Provence in Frankreich der mit Abstand größte Produzent von Roséweinen und erzeugt ca. 8 % der weltweiten Produktionsmenge.
Die Roséweine werden häufig in einer speziellen, kegelförmigen oder auch leicht bauchigen Flasche abgefüllt. Da dieser Flaschenform jedoch ein negatives Image anhaftet, gehen qualitätsbewusste Winzer dazu über, andere Flaschen zu wählen.

## Rebsorten
- Rotwein und Roséwein werden aus mindestens zwei der Hauptsorten Cinsault, Grenache, Mourvèdre, Syrah und Tibouren hergestellt. Als Nebensorten sind Barbaroux, Cabernet Sauvignon (Anteil maximal 30 %), Calitor (hier auch pécoui touar genannt) und Carignan (Anteil max. 30 %) zugelassen.
  - Generell gilt, dass der Anteil einer einzigen Hauptsorte nicht größer als 90 % sein darf. Außerdem ist der gemeinsame Mindestanteil aller im Wein vorhandenen Hauptsorten seit dem Erntejahr 2005 auf 70 % festgelegt und steigt ab dem Jahr 2015 auf 80 %.
  - Die Rebsorten Barbaroux und Calitor werden seit dem Jahr 1995 nicht mehr gepflanzt und schrittweise durch andere Sorten ersetzt.
  - In den Rot- und Roséweinen sind zudem maximal 10 % weiße Rebsorten zugelassen (Liste siehe Weißwein).
  - Mindestens 20 % des Roséweins muss mit dem Saignée-Verfahren hergestellt werden.
- Für den Weißwein sind die Rebsorten Clairette Blanche, Sémillon, Ugni Blanc und Vermentino (hier auch Rolle genannt) zugelassen.

Generell gilt eine Ertragsbeschränkung auf 55 Hektoliter je Hektar. In der seit dem 9. Februar 2005 definierten Subregion Côtes de Provence Sainte-Victoire gilt eine Beschränkung auf 50 hl/ha.

## Zugelassene Gemeinden

### Côtes de Provence

#### Im Département Bouches-du-Rhône
Allauch, Bouc-Bel-Air, Ceyreste, Châteauneuf-le-Rouge, La Ciotat, Cuges-les-Pins, Meyreuil, Mimet, Peynier, Puyloubier, Roquefort-la-Bédoule, Rousset, Simiane-Collongue, Le Tholonet und Trets

#### Im Département Var
Les Arcs, Bagnols-en-Forêt, Le Beausset, Besse-sur-Issole, Bormes-les-Mimosas, Cabasse, La Cadière-d’Azur, Callas, Le Cannet-des-Maures, Carcès, Carnoules, Carqueiranne, Le Castellet, Cavalaire-sur-Mer, Cogolin, Collobrières, Correns, Cotignac, La Crau, La Croix-Valmer, Cuers, Draguignan, Entrecasteaux, Évenos, La Farlède, Figanières, Flassans-sur-Issole, Flayosc, Fréjus, La Garde, La Garde-Freinet, Gassin, Gonfaron, Grimaud, Hyères, La Londe-les-Maures, Lorgues, Le Luc, Les Mayons, Montfort-sur-Argens, La Môle, La Motte, Le Muy, Pierrefeu-du-Var, Pignans, Le Plan-de-la-Tour, Pourcieux, Pourrières, Le Pradet, Puget-sur-Argens, Puget-Ville, Ramatuelle, Roquebrune-sur-Argens, Saint-Antonin-du-Var, Saint-Cyr-sur-Mer, Sainte-Maxime, Saint-Paul-en-Forêt, Saint-Raphaël, Saint-Tropez, Sanary-sur-Mer, Seillans, Six-Fours-les-Plages, Solliès-Pont, Taradeau, Le Thoronet, Trans-en-Provence, La Valette-du-Var und Vidauban

#### Im Département Alpes-Maritimes
Villars-sur-Var.

### Côtes de Provence Sainte-Victoire

#### Im Département Bouches-du-Rhône
Châteauneuf-le-Rouge, Le Tholonet, Meyreuil, Peynier, Puyloubier, Rousset und Trets